# Karl Wilson
Karl Wendell Wilson (Amite City, 10 settembre 1964) è un giocatore di football americano statunitense che ha militato nel ruolo di defensive lineman nella National Football League (NFL).

## Carriera
Dopo avere giocato al college a LSU, Wilson fu scelto dai San Diego Chargers nel corso del terzo giro (59º assoluto) del Draft NFL 1987. In carriera giocò anche per altre sette formazioni, ritirandosi dopo avere militato nei Buffalo Bills nel 1995.
Wilson, assieme al tackle sinistro dei Dallas Cowboys Erik Williams, è apparso sulla copertina del videogioco Madden NFL 95, raffigurante tuttavia il numero di maglia 70, mai utilizzato in carriera.